# Eparquía de Bijnor
La eparquía de Bijnor (en latín: Eparchia Biinorensis y en inglés: Syro-Malabar Catholic Eparchy of Bijnor) es una circunscripción eclesiástica de la Iglesia católica en India. Se trata de una eparquía siro-malabar sufragánea de la arquidiócesis de Agra. Desde el 30 de agosto de 2019 su eparca es Vincent Nellaiparambil.

## Territorio y organización
La eparquía tiene 33 819 km² y extiende su jurisdicción sobre los fieles católicos (excepto los siro-malankaras) residentes en el distrito de Bijnor (excluido el tehsil de Dhampur) en el estado de Uttar Pradesh y en los distritos de Pauri Garhwal, Rudraprayag (creado el 16 de septiembre de 1997 con partes de Pauri Garhwal, Chamoli y Tehri), Tehri Garhwal, Chamoli y Uttarkashi, y parte del distrito de Haridwar (creado el 28 de diciembre de 1988 con parte de Bijnor y de Saharanpur) en el estado de Uttarakhand (creado el 9 de noviembre de 2000 con parte de Uttar Pradesh). Es un territorio de misión exclusiva del clero siro-malabar.
La sede de la eparquía se encuentra en la ciudad de Kotdwara, en donde se halla la Catedral de San José.
En 2020 en la eparquía existían 36 parroquias.

## Historia
Debido a la oposición de la Conferencia de Obispos de la India a que se establecieran jurisdicciones separadas siro-malabares y siro-malankaras fuera de sus respectivos territorios propios, los papas crearon exarcados apostólicos y eparquías regidas por el clero siro-malabar con plena jurisdicción sobre todos los fieles católicos en ellas. Esto fue así dado que más del 70 por ciento del total de misioneros que trabajan en diferentes partes de la India, es de la Iglesia siro-malabar.
El 23 de marzo de 1972 fue erigido el exarcado apostólico de Bijnor mediante la bula In beatorum apostolorum del papa Pablo VI, separando territorio de la diócesis de Meerut. Fue confiado a los Carmelitas de la Bienaventurada Virgen María Inmaculada.

In beatorum apostolorum similitudinem, maxime Petri, in cuius locum successimus, qui divino munere atque instinctu, nullam quietis partem admittentes, Ecclesiam aedificaverunt, et Nos curae, sollicitudines, studia omnium Ecclesiarum premunt, caritas urget; adeo ut, cum spes animum subeat aliquid in bonum fidelium verti posse aut effici, in eam causam tota industria incumbamus. Quam ob rem, cum Sacra Congregatio pro Ecclesiis Orientalibus, praeeunte venerabili Fratre Episcopo Meerutensi, iam in eam sententiam venerit, ut detractis nonnullis territoriis a dioecesi ipsa Meerutensi novus Exarchates apostolicus in ea regione conderetur; cumque sacra Congregatio pro Gentium Evangelizatione rem probaverit, Nos reputantes id posse haud mediocriter conferre ad sanctam Christi religionem propagandam in nobilissima Indorum terra, haec, quae sequuntur, decernimus ac iubemus. Civiles districtus, quos dicunt, quinque, id est: Bijnor, exclusa parte quae Dhampar appellatur, Garwal, Tehri, Chamoli, Uttarkasi, a diocesi Meerutensi separamus, eosque in formam apostolici Exarchatus ritus malabarensis redigimus, cuius Sedes orbs Bijnor erit, cuique nomen Bijnorensis. Quem sane Exarchus, cui dabitur administrandus, ad normas reget, quae canonibus 266-387 Litterarum apostolicarum Cleri sanctitati comprehenduntur, ut sunt die altero mensis iunii, anno MDCCCCLVII promulgatae. Talem Exarchatum praeterea Sodalibus Congregationis Carmelitarum Mariae Immaculatae credimus, certa spe fore ut qui alibi summa diligentia adlaboraverunt Christi fidei proferendae, hoc etiam menus quam sollerter faciant. Ultimum, Sedi metropolitanae Agrensi eum suffraganeum facimus, cui Exarchus ad normam iuris subicietur.

El 26 de febrero de 1977 el papa Pablo VI elevó el exarcado apostólico al rango de eparquía con la bula Quae cum Romano.

Exarchatum apostolicum Biinorensem, quinque ante annos per apostolicas sub plumbo Litteras « In beatorum » e dioecesi Meerutensi deductum et fundatum, ad dignitatem et gradum eparchiae attollimus, haud mutatis nomine ac sede, eamque metropolitanae Sedi Agraënsi tamquam suffraganeam subicimus. Sic autem constitutae eparchiae omnia iura damus obligationibusque eam astringimus quae huiusmodi ecclesiasticarum circumscriptionum propria sunt, attentis praesertim Litteris Apostolicis, quarum « Cleri Sanctitati » prima verba sunt, die secundo mensis Iunii datis, anno millesimo nongentesimo septimo et quinquagesimo, a numero videlicet 329 ad 526. Hanc vero Constitutionem Apostolicam nunc et in posterum efficacem esse et fore volumus, contrariis quibuslibet non obstantibus.

El 26 de marzo de 2015 el papa Francisco erigió dos circunscripciones eclesiásticas siro-malankaras (eparquía de San Juan Crisóstomo de Gurgaon y el exarcado apostólico de San Efrén de Khadki) con la constitución apostólica Quo aptius consuleretur con el fin de cubrir todo el territorio de India ubicado fuera del territorio propio de la Iglesia católica siro-malankar. Desde entonces los fieles siro-malankaras de la jurisdicción de la eparquía de Bijnor pasaron a integrar la eparquía de San Juan Crisóstomo de Gurgaon.

## Estadísticas
Según el Anuario Pontificio 2021 la eparquía tenía a fines de 2020 un total de 4328 fieles bautizados.
| Año                                                                             | Población            | Población  | Población      | Sacerdotes | Sacerdotes    | Sacerdotes    | Bautizados por sacerdote | Diáconos permanentes | Religiosos | Religiosos | Parroquias |
| Año                                                                             | Bautizados católicos | Total      | % de católicos | Total      | Clero secular | Clero regular | Bautizados por sacerdote | Diáconos permanentes | Varones    | Mujeres    | Parroquias |
| ------------------------------------------------------------------------------- | -------------------- | ---------- | -------------- | ---------- | ------------- | ------------- | ------------------------ | -------------------- | ---------- | ---------- | ---------- |
| 1980                                                                            | 419                  | ?          | ?              | 27         |               | 27            | 15                       |                      | 53         | 77         | 17         |
| 1990                                                                            | 793                  | 4 086 560  | 0.0            | 29         | 2             | 27            | 27                       |                      | 50         | 140        | 33         |
| 1999                                                                            | 1893                 | 2 992 300  | 0.1            | 34         | 10            | 24            | 55                       |                      | 68         | 160        | 39         |
| 2000                                                                            | 1911                 | 2 993 867  | 0.1            | 30         | 12            | 18            | 63                       |                      | 56         | 166        | 40         |
| 2001                                                                            | 1982                 | 3 045 000  | 0.1            | 35         | 14            | 21            | 56                       |                      | 65         | 168        | 42         |
| 2002                                                                            | 2106                 | 3 047 500  | 0.1            | 38         | 17            | 21            | 55                       |                      | 66         | 176        | 45         |
| 2003                                                                            | 2127                 | 3 056 000  | 0.1            | 42         | 20            | 22            | 50                       |                      | 60         | 183        | 49         |
| 2004                                                                            | 2238                 | 3 072 000  | 0.1            | 46         | 46            |               | 48                       |                      | 43         | 187        | 53         |
| 2006                                                                            | 2827                 | 3 210 000  | 0.1            | 55         | 29            | 26            | 51                       |                      | 76         | 194        | 67         |
| 2009                                                                            | 3542                 | 3 281 500  | 0.1            | 83         | 40            | 43            | 42                       |                      | 80         | 215        | 53         |
| 2012                                                                            | 3705                 | 3 488 000  | 0.1            | 69         | 47            | 22            | 53                       |                      | 33         | 174        | 53         |
| 2015                                                                            | 4136                 | 10 321 899 | 0.0            | 73         | 48            | 25            | 56                       |                      | 43         | 193        | 34         |
| 2018                                                                            | 4292                 | 10 712 980 | 0.0            | 81         | 53            | 28            | 52                       |                      | 52         | 212        | 36         |
| 2020                                                                            | 4328                 | 11 002 450 | 0.0            | 84         | 54            | 30            | 51                       |                      | 51         | 206        | 36         |
| Fuente: Catholic-Hierarchy, que a su vez toma los datos del Anuario Pontificio. |                      |            |                |            |               |               |                          |                      |            |            |            |

## Episcopologio
- Gratian Mundadan, C.M.I. (23 de marzo de 1972-14 de agosto de 2009 retirado)
- John Vadakel, C.M.I. (14 de agosto de 2009-30 de agosto de 2019 retirado)
- Vincent Nellaiparambil, desde el 30 de agosto de 2019